# الزاوية (بني سعد)

تعديل مصدري - تعديل

الزاوية هي إحدى قرى عزلة بني على بمديرية بني سعد التابعة لمحافظة المحويت، بلغ تعداد سكانها 169 نسمة حسب تعداد اليمن لعام 2004.